# تپه دزگران
تپه دزگران مربوط به دوره ساسانیان است و در شهرستان کرمانشاه، بخش ماهیدشت، دهستان ماهیدشت، ۸۰۰ متری شمال روستای دزگران علیا واقع شده و این اثر در تاریخ ۲۷ اسفند ۱۳۸۶ با شمارهٔ ثبت ۲۲۴۷۳ به‌عنوان یکی از آثار ملی ایران به ثبت رسیده است.